# Ши Дакай
Ши Дака́й (кит. трад. 石達開, упр. 石达开, пиньинь Shí Dákāi, март 1831 — 25 июня 1863) — видный деятель Тайпинского восстания в Китае.

## Биография

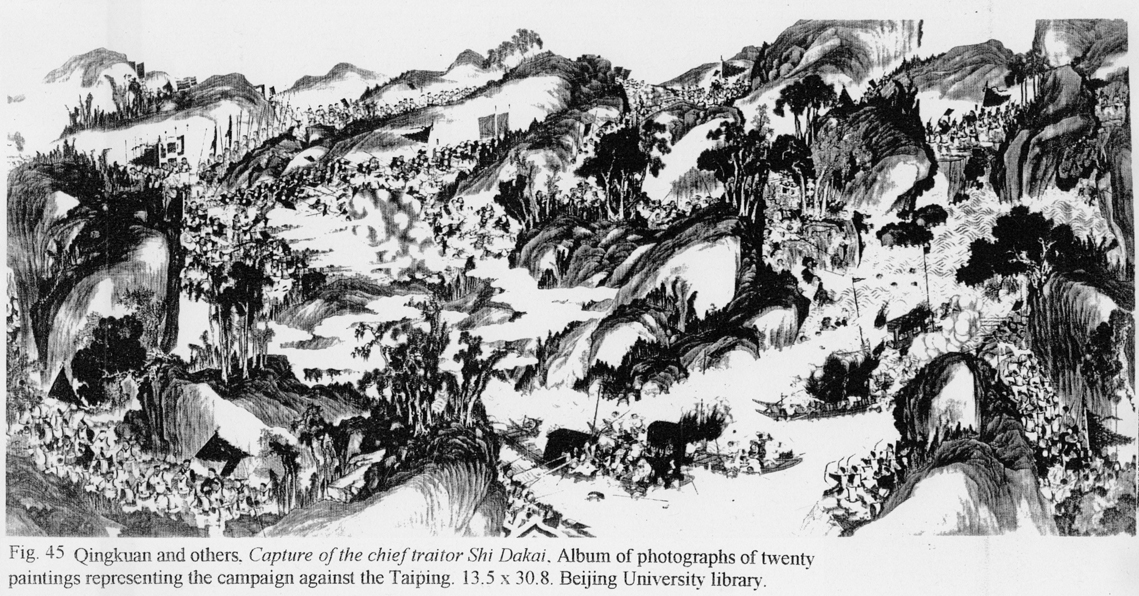
Окружение армии Ши Дакая

Родился в семье зажиточных крестьян на юге Китая. В 1849 году стал последователем учения Хун Сюцюаня. Вступив в тайную военную организацию «Божьи воины», стал одним из тайпинских военачальников.
В конце марта 1853 года руководил авангардными силами при взятии Нанкина, который после этого стал столицей тайпинов. Затем был одним из командиров Западного похода, войска которого привёл назад в Нанкин, чтобы помочь снять блокаду столицы Тайпин Тьянго. С ноября 1856 по октябрь 1857 возглавлял тайпинское правительство. В результате раскола в тайпинском движении и начавшейся борьбы была убита семьей Ши Дакая. Увел верные себе войска в свою родную провинцию и действовал независимо. В мае 1863 года во время похода в Сычуань его войска были окружёны цинской армией и, оставшись без продовольствия, 13 июня капитулировали. Был захвачен в плен и 25 июня 1863 года подвергнут казни линчи.